# Хаддад, Саад
Саад Хаддад (араб. سعد حداد‎;
1936, Мердж-Аюн — 1984, Мердж-Аюн) — ливанский офицер  и правохристианский политик, основатель произраильской Армии Южного Ливана и Свободного Государства Ливан. Главный военно-политический союзник Израиля в ливанской гражданской войне.

## Служба и взгляды
Родился в семье ливанских греко-католиков. Военное образование получил во Франции и в США. Служил в сухопутных частях ливанской армии. Имел воинское звание майора.
Политически Саад Хаддад стоял на правохристианских позициях. Был убеждённым антикоммунистом, непримиримым противником ливанских левых и Организации освобождения Палестины. Выступал за тесный союз правохристианских сил с Израилем. В 1968 был ранен в перестрелке с боевиками ООП.

## «Мятежный майор»
В 1975 году в Ливане началась многолетняя гражданская война. Центральная власть и общенациональная армия фактически распались. Майор Хаддад во главе своего подразделения, базировавшегося в Южном Ливане поддержал проправительственную Армию Свободного Ливана, созданную христианскими офицерами и солдатами. Подразделение Хаддада было отрезано от подконтрольных правительству частей страны и не могло получать необходимое снабжение, а также не могло достойно противостоять намного превосходящим силам блока палестинцев и мусульман. Обращение к Сирии за помощью осталось без ответа, после чего Саад Хаддад обратился к израильскому командованию. При израильской поддержке в начале 1976 года он создал военно-политическую группировку Армия свободного Ливана (впоследствии переименована в Армию Южного Ливана — АЮЛ). Это структура помогала ЦАХАЛ во время Операции «Литани» 1978 и при массированном вторжении в Ливан 1982.

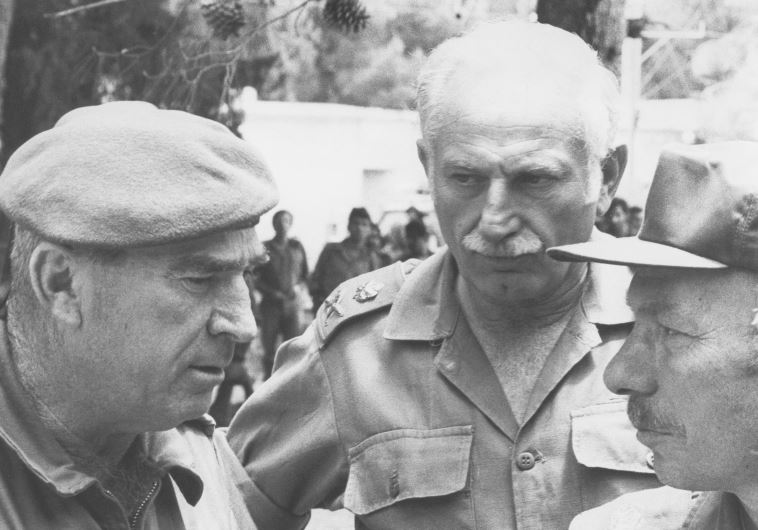
Начальник штаба израильской армии генерал-лейтенант Рафаэль Эйтан, его помощник генерал Иона Эфрат и майор Саад Хаддад

18 апреля 1979 года майор Саад Хаддад провозгласил зону безопасности, контролируемую АЮЛ, Свободным Государством Ливан. На следующий день ливанское правительство объявило Хаддада государственным изменником.
Столицей «государства Хаддада» являлся его родной город Мердж-Аюн (мухафаза Эн-Набатия). Хаддад установил режим, отличающийся от правохристианских сил — фалангистов, национал-либералов — открытым, официальным союзом с Израилем. В то же время Хаддад воздерживался от сепаратистских лозунгов, подчёркивал принадлежность своего государства к Ливану, сотрудничал с другими правохристианскими организациями.
Армия Южного Ливана вела бои против формирований ООП и её ливанских союзников. Конфликты и столкновения происходили у АЮЛ и с миротворческими силами ООН. При этом майор Хаддад старался наладить сельскохозяйственное производство и обеспечить правопорядок в контролируемых населённых пунктах. Своей целью Хаддад называл «отпор палестинскому захвату Ливана». Хаддад пользовался уважением жителей юга Ливана, разделявшими его враждебность к палестинским боевикам. Саад Хаддад заявлял, что число желающих присоединиться к его армии превышает его финансовые возможности и  выражал надежду, что командование ливанской армии возобновит выплату жалования его солдатам, которое было ранее заморожено по распоряжению президента Саркиса. Выплаты возобновились уже при преемнике Хаддада — генерале Антуане Лахаде.
Деятельность Саада Хаддада была замечена в СССР и подвергалась резкой критике. Советская пропаганда называла Хаддада «мятежным майором», «сионистским агентом», «предводителем всякого сброда» и т. п. Даже сатирический журнал Крокодил посвятил ему отдельный фельетон: «Восхищает принципиальность майора Хаддада в вопросах государственного самоопределения. Сам определяет, каким ливанским деревням состоять в его государстве».
В 1982 году АЮЛ и персонально Хаддад обвинялись в причастности к резне в Сабре и Шатиле. Однако расследование Комиссии Кахана отклонило эти обвинения. 
Израильско-ливанский мирный договор 1983 года предполагал легализацию АЮЛ и возвращение майора Хаддада на ливанскую армейскую службу. В целом это соглашение не было претворено в жизнь, однако за несколько дней до своей смерти Саад Хаддад был реабилитирован решением апелляционного суда Ливана и восстановлен в ливанской армии со званием майора и возвращением наград.

## Кончина
Саад Хаддад скоропостижно скончался от лейкемии 14 января 1984 года в возрасте 47 лет. Премьер-министр Израиля Ицхак Шамир назвал майора Хаддада «великим ливанским патриотом, верным другом и союзником Израиля». Министр обороны Израиля Моше Аренс охарактеризовал Хаддада как выдающегося ливанского военачальника.
Преемником майора Хаддада во главе АЮЛ стал генерал Антуан Лахад.

## Правохристианская радиопропаганда
При финансовой поддержке американо-израильской миссии High Adventure Саад Хаддад учредил на контролируемой территории радиостанцию «Голос надежды». Изначально это радио было задумано как христианско-просветительское СМИ, но быстро политизировалось и переключилось на обличения многочисленных врагов. Передачи «Голоса надежды» совмещали тексты Священного Писания с агрессивными политическими комментариями. Однако «Голос надежды» являлся единственной на Ближнем Востоке частной радиостанцией, транслировавшей Евангелие.
«Голос надежды» приобрёл столь важное значение в «информационной войне», что в 1985, уже после смерти Хаддада, подвергся террористической атаке прокоммунистической группировки Ливанский фронт национального сопротивления — погибли шесть сотрудников радиостанции.

## Семья и личность
Саад Хаддад был женат, имел шесть дочерей.
Арза Хаддад, дочь Саада Хаддада — гражданка Израиля, занимается исследованиями в области ракетостроения в университете Технион в Хайфе. Известна как разработчица нового ракетного двигателя для израильских ВВС.
Внешне Саад Хаддад не отличался атлетическим сложением, был невысокого роста. Его главными личностными чертами знающие люди называли убеждённость и энергичное упорство в достижении поставленных целей.